# Verratene Freundschaft – Ein Mann wird zur Gefahr
Verratene Freundschaft – Ein Mann wird zur Gefahr ist ein Thriller von Kaspar Heidelbach. Der Fernsehfilm wurde für Sat.1 produziert und erstmals im Jahre 1999 ausgestrahlt.

## Handlung
Eine BKA-Belegschaft feiert in einem Lokal mit Partnerinnen und Partner. Dienststellenleiter Dockard würdigt die Leistung des Ermittlerduos Ulf Danner und Tony Tremp bei der jüngsten Festnahme einer kriminellen Bande, wozu auch Danners perfekte Gesichtsmaske beitrug. Danners schwangere Frau Monika wollte etwas später im Lokal erscheinen, doch Danner erhält einen Anruf von der Polizei, dass sie tot aufgefunden wurde. Das Obduktionsergebnis gibt keinen Hinweis auf Fremdverschulden.
Danner glaubt hingegen an Mord und quittiert seinen Dienst. Er bricht auch den Kontakt zu seinem langjährigen Kollegen und privaten Freund Tremp ab.
Dr. Hayden, sehr erfolgreicher Direktor der „Deutschen Investmentbank“, wird nach dem Sport in der Gemeinschaftsdusche samt seinem Leibwächter niedergeschossen. Tremp erhält den Fall und Manuel Rossa als neuen Kollegen. Tremp hätte lieber Danner an seiner Seite, sucht ihn deshalb auf und berichtet von seinem neuen Fall. Danner interessiert sich, erkundigt sich nach dem Verbleib von Hayden, der offensichtlich getötet, der Leibwächter Thomas Gierden nur kampfunfähig geschossen werden sollte. Als Tremp und Rossa letzteren im Krankenhaus vernehmen, wird in einem anderen Zimmer der gut bewachte Hayden erschossen. Der alarmierte Tremp erkennt den als Arzt maskierten Danner, kann sich aber nicht überwinden, auf seinen flüchtenden Ex-Kollegen zu schießen. Eine Fahndung nach Danner wird eingeleitet.
Tremp nimmt Kontakt zu Monika Danners Journalistenkollegin Angela Culucci auf. Monika Danner hatte zu Haydens des Insiderhandels verdächtigen Geschäften recherchiert und war auf eine „Kyniker“-Gruppe gestoßen, die sich auf geheimen Treffen mit Prostituierten vergnügte, Insider-Informationen austauschte und Millionengewinne erzielte. Culucci hatte Danner Einblick in den Computer seiner Frau gewährt; Ulf Danner alles gelöscht. Als Tremp und Rossa den mit der Obduktion von Monika Danner betrauten Pathologen Breuer aufsuchen, der kurz danach den Dienst gekündigt hatte, gesteht der, den deformierten Schädel des Kindes und Sperma in Monika Danner, was auf einen Faustschlag und eine Vergewaltigung hindeuten könnte, verschwiegen zu haben. Für den falschen Bericht habe er eine Million D-Mark erhalten, von Generalstaatsanwalt Josef Sanders, kann er noch hinzufügen, als ihn ein Gewehrschuss, offensichtlich von Danner, tödlich trifft.
Zufällig hat Culucci einen Interviewtermin mit Sanders und lässt sich von Tremp, mit dem sie eine Romanze hat, verkabeln. Sanders bricht erst nach Fragen zu Hayden das Interview ab, bittet sie aber nach ihrem Stichwort „Kyniker“ in sein Auto, um über ein Schweigegeld zu sprechen. Beide sterben, als über die Zündung eine von Danner angebrachte Bombe explodiert. Nachdem Gossa von Danner angeschossen wurde, kann Tremp Haydens Assistenten Geller, einen ehemaligen von Dockard auf Hayden angesetzten BKA-Beamten, der „umgedreht“ wurde, im Kampf zwingen, Monika Danners Mörder zu nennen. Tremp lässt nach Rücksprache mit Dockard die Vergewaltigung durch die Medien verbreiten und wird von Danner angerufen. Der Mörder, Thomas Gierden, soll als Lockvogel dienen, um Danner festzunehmen, doch Tremps Plan misslingt und Gierden wird von Danner getötet. Schließlich kann Tremp Danner in seiner Zuflucht, dem Glockenstuhl einer Kirche, stellen und anschießen, doch nur sich und nicht ihn retten, als ein entstandener Brand Danners Sprengstoffvorrat entzündet. Die zwischenzeitlich festgenommenen Kyniker werden wieder freigelassen.

## Kritik
„Der Thriller glänzt mit glaubhaften Charakteren und guter Action – nur die Auflösung ist überzogen.“

„Ein stark besetzter, physisch von Kaspar Heidelbach inszenierter Männerfilm. Motion und Emotion, mehr Kintopp als ernsthaftes Psychogramm, spannend – für 1999 ziemlich sehenswert!“